# Серво-Гавен, Джонни
Жорж-Франси́с «Джо́нни» Серво́-Гаве́н (фр. George-Francis «Johnny» Servoz-Gavin, 18 января 1942, Гренобль — 29 мая 2006, Гренобль) — французский автогонщик, пилот Формулы-1 и 24 часов Ле-Мана. Чемпион Европы по автогонкам в классе Формула-2.

## Формула-1
В 1967 Серво-Гавен впервые участвовал в гонках Формулы-1 — он выступал на Гран-при Монако за команду Matra. Джонни сошёл с трассы из-за дефекта привода топливного насоса.
В 1968 Джонни Серво-Гавен принимал участие в 5 из 12 Гран-при: Монако, Франции (за команду Cooper), Италии, на котором он занял 2-е место, Канады и Мексики. В чемпионате Джонни набрал 6 очков (все за подиум в Италии) и занял 13-е место.
В чемпионате 1969 года Серво-Гавен выступал на 4 Гран-при из 11: Германии, Канады, где набрал единственное очко сезона, США и Мексики. Результат — 16-е место в общем зачёте.
1970 сезон пилот провёл в команде Tyrrell и участвовал в первых трёх Гран-при сезона: ЮАР, Испании, на котором набрал 2 очка за 5-е место, и Монако. В общем зачёте Джонни Серво-Гавен занял 19-е место.

### Полная таблица результатов
| Легенда к таблице |                                                                    |
| --- | ------------------------------------------------------------------ |
| В таблице перечислены результаты всех Гран-при Формулы-1, в которых принимал участие гонщик. Строками таблицы являются сезоны, столбцами — этапы чемпионата мира. В каждой клетке указаны сокращённое название этапа и результат, дополнительно обозначенный цветом. Расшифровка обозначений и цветов представлена в нижеследующей таблице. |                                                                    |
| \| Пример \| Описание \| \| ------------ \| ------------------------------------------------------------------ \| \| 1 \| Победитель \| \| 2 \| Второе место \| \| 3 \| Третье место \| \| 5 \| Финишировал, заработав очки \| \| Сход \| Не финишировал, но при этом заработал очки \| \| 12 \| Финишировал, не получив очков \| \| НКЛ \| Финишировал, но не попал в финальную классификацию \| \| 15 \| Участвовал вне зачёта, либо по отдельной классификации \| \| 18 \| Не финишировал, но попал в финальную классификацию \| \| Сход \| Не финишировал \| \| НКВ \| Не прошёл квалификацию \| \| НПКВ \| Не прошёл предквалификацию \| \| ДСК \| Дисквалифицирован \| \| ИСК \| Исключён из протокола соревнований \| \| ТТ \| Заявлен для участия только в тренировках \| \| НС \| Участвовал в квалификации, но не стартовал в гонке \| \| Т \| Травмирован или болен \| \| ОТК \| Отказ от участия \| \| НТР \| Прибыл на соревнования, но на трассу не выезжал \| \| НПР \| Был заявлен в числе участников, но не прибыл к началу соревнований \| \| О \| Соревнования отменены \| \| \| Не участвовал \| \| Поул-позиция \| \| \| Быстрый круг \| \| |                                                                    |
| Пример | Описание                                                           |
| 1 | Победитель                                                         |
| 2 | Второе место                                                       |
| 3 | Третье место                                                       |
| 5 | Финишировал, заработав очки                                        |
| Сход | Не финишировал, но при этом заработал очки                         |
| 12 | Финишировал, не получив очков                                      |
| НКЛ | Финишировал, но не попал в финальную классификацию                 |
| 15 | Участвовал вне зачёта, либо по отдельной классификации             |
| 18 | Не финишировал, но попал в финальную классификацию                 |
| Сход | Не финишировал                                                     |
| НКВ | Не прошёл квалификацию                                             |
| НПКВ | Не прошёл предквалификацию                                         |
| ДСК | Дисквалифицирован                                                  |
| ИСК | Исключён из протокола соревнований                                 |
| ТТ | Заявлен для участия только в тренировках                           |
| НС | Участвовал в квалификации, но не стартовал в гонке                 |
| Т | Травмирован или болен                                              |
| ОТК | Отказ от участия                                                   |
| НТР | Прибыл на соревнования, но на трассу не выезжал                    |
| НПР | Был заявлен в числе участников, но не прибыл к началу соревнований |
| О | Соревнования отменены                                              |
| | Не участвовал                                                      |
| Поул-позиция |                                                                    |
| Быстрый круг |                                                                    |

| Год  | Команда (команды) | 1        | 2        | 3        | 4   | 5   | 6        | 7        | 8   | 9     | 10       | 11    | 12       | 13  | Место | Очки |
| ---- | ----------------- | -------- | -------- | -------- | --- | --- | -------- | -------- | --- | ----- | -------- | ----- | -------- | --- | ----- | ---- |
| 1967 | Matra             | ЮАР      | МОН Сход | НИД      | БЕЛ | ФРА | ВЕЛ      | ГЕР      | КАН | ИТА   | США      | МЕК   |          |     | НКЛ   | 0    |
| 1968 | Matra Cooper      | ЮАР      | ИСП      | МОН Сход | БЕЛ | НИД | ФРА Сход | ВЕЛ      | ГЕР | ИТА 2 | КАН Сход | США   | МЕК Сход |     | 13    | 6    |
| 1969 | Matra             | ЮАР      | ИСП      | МОН      | НИД | ФРА | ВЕЛ      | ГЕР Сход | ИТА | КАН 6 | США НКВ  | МЕК 8 |          |     | 16    | 1    |
| 1970 | Tyrrell           | ЮАР Сход | ИСП 5    | МОН НКВ  | БЕЛ | НИД | ФРА      | ВЕЛ      | ГЕР | АВТ   | ИТА      | КАН   | США      | МЕК | 19    | 2    |

## 24 часа Ле-Мана
| Год  | Машина                       | Группа | Результат |
| ---- | ---------------------------- | ------ | --------- |
| 1966 | Matra M620                   | Р      | Сход      |
| 1967 | Matra MS630                  | Р 2000 | Сход      |
| 1968 | Matra MS630                  | Р 2000 | Сход      |
| 1969 | Matra-Simca MS630/650 Spider | P      | Сход      |